# سیارک ۱۴۳۶۴۱
سیارک ۱۴۳۶۴۱ (به انگلیسی: 143641 Sapello، نامگذاری:2003NK5) صد و چهل و سه هزار و ششصد و چهل و یکمین سیارک کشف شده‌است که در ۵ ژوئیه ۲۰۰۳ کشف شد.